# MMRV vakcína
MMRV vakcína je atenuovaná MMR vakcína (kombinace spalničky, příušnice, zarděnky) ve které je obsažena ještě vakcína proti planým neštovicím, které mohou způsobit pásový opar (V je zkratka pro varicella virus).
MMRV vakcína je označována jako tetravakcína (tj. proti čtyřem nemocem) a je obvykle podávána dětem ve věku mezi 1 a 2 roky.
Tetravakcína má zhruba dvojnásobné riziko nežádoucích účinků oproti trivakcíně (MMR vakcína), konkrétně 1:2300 (tj. každý 2300. očkovaný má potíže v podobě febrilních křečí).
Světová zdravotnická organizace (WHO) doporučuje očkování pomocí kombinované tetravakcíny, protože riziko nákazy a následků (tj. bez vakcinace) má mnohem vyšší rizika než případné nežádoucí vedlejší účinky očkování a zjednodušuje administraci celého procesu.